# Gasthof Kaltenbrunn

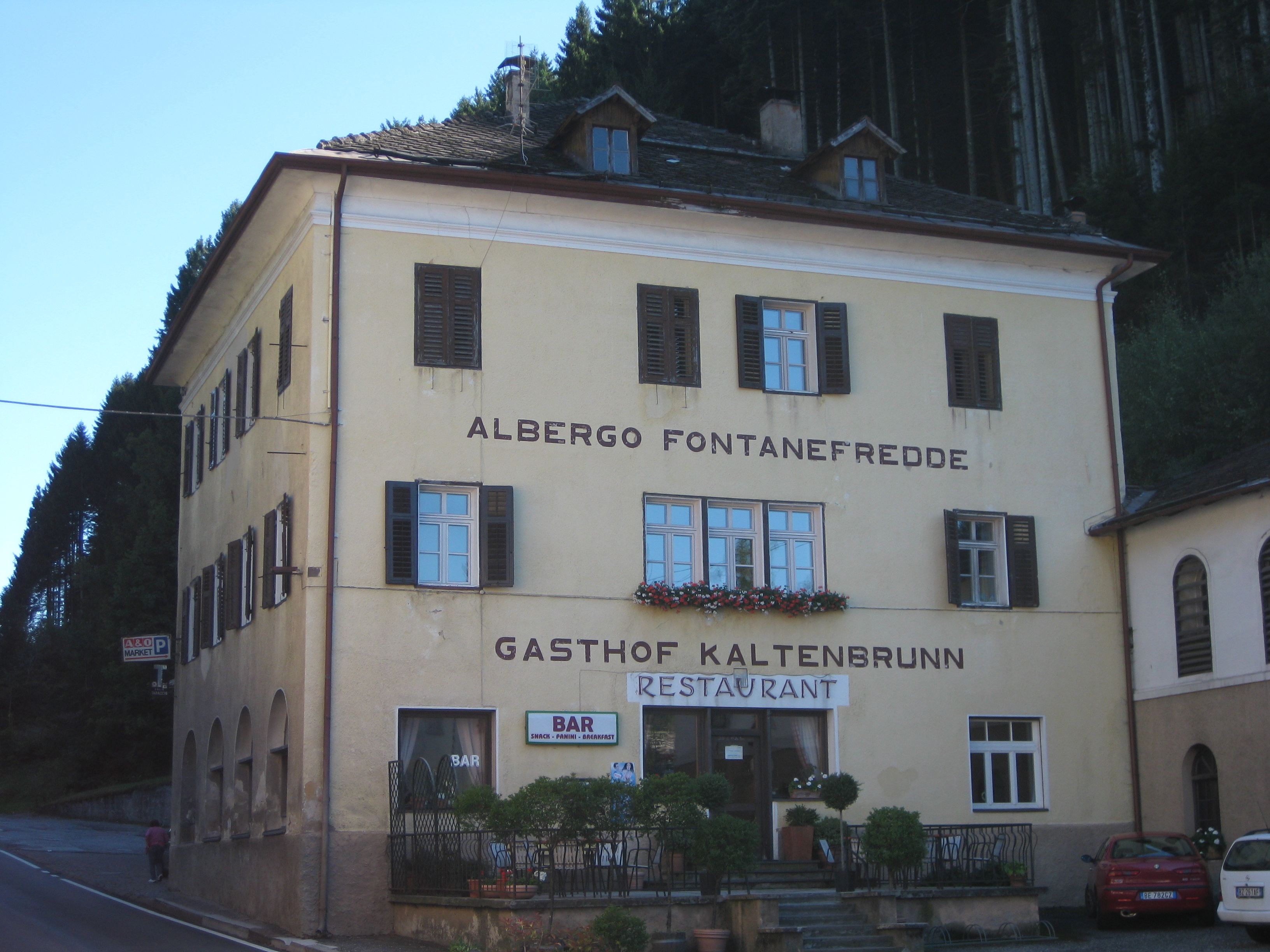
Gasthof Kaltenbrunn (2012)

Der Gasthof Kaltenbrunn ist ein Gasthaus in Kaltenbrunn in der Gemeinde Truden in Südtirol (Italien). Das Gasthofgebäude steht unter Denkmalschutz (siehe die Liste der Baudenkmäler in Truden).

## Geschichte
1860 wurde an dieser Stelle ein Gasthof mit Poststation errichtet, mit Postamt der Reichspost und Haltepunkt der Postkutschen Neumarkt–Predazzo für Reisende.
Der Unternehmer Giuseppe Cirillo Rizzoli aus Cavalese unterbreitete am 10. Juni 1860 der Generalgemeinde Fleims ein Gesuch zum Ankauf des Grundes rund um die Kaltenbrunner Quelle zwecks Errichtung einer Bierbrauerei samt Gastbetrieb. Das k. u. k. Bezirksamt gab dazu die Unbedenklichkeitserklärung. Der Kaufvertrag  wurde am 18. Februar 1861 unterzeichnet. Bereits Ende 1862 wurde mit ersten Brauversuchen begonnen. 1863 lief die Produktion voll an. Am 1860 errichteten Braugasthof wurde auch die Poststation eingerichtet, mit Postamt der Reichspost und Haltepunkt der Postkutschen Neumarkt–Predazzo für Reisende.
Auf Cirillo Rizzoli folgt 1872 als Eigentümer sein Sohn Respicio. Nachdem auch dieser 1883 gestorben war, führte seine Witwe Emma Franzelin aus Auer die Brauerei Kaltenbrunn bis 1893, als ihr gemeinsamer Sohn Giuseppe Cirillo den Betrieb übernahm. Zur Zeit des beginnenden Alpinismus war der Gasthof Kaltenbrunn ein wichtiger Ausgangsort für Dolomitentouren und hatte  später sogar einen Rasentennisplatz für die – in der Frühzeit vornehmlich britischen – Touristen.
Nach einem Großbrand im Jahr 1903 wurde das Haupthaus um einen Stock erhöht und dann als Hotel Fontanefredde betrieben. 1905 wurden die Anlagen an Josef Kräutner von der Brauerei Blumau verkauft. 1906 übernahm die Bierbrauerei-Blumau-Genossenschaft mbH das Eigentum Kräutners. 
Mit Ende des Ersten Weltkrieges stellte die Brauerei in Kaltenbrunn ihre Produktion ein. Die Anlagen wurden teils geplündert und teils beschädigt. Obschon hier im Krieg die Fleimstalbahn erbaut worden war und Kaltenbrunn auch einen Bahnhof erhalten hatte, wurde der Betrieb nicht mehr aufgenommen. Ende 1918 wurde er von Josef Gallmetzer (Wastl) übernommen. Dieser gab den Gebäudekomplex 1925 an seine Vettern Josef und Anton Gallmetzer (Pitschl) ab.
Trotz der relativ kurzen Produktionszeit wurde die Brauerei zum Siedlungskern des heutigen Kaltenbrunn, da sich etliche Beschäftigte hier niederließen. Auch die Errichtung der Schule und der Ortskirche zum Hl. Josef gehen auf diese Zeit zurück. In den alten Liegenschaften der Brauerei wurden nun ein Gasthof, eine Kolonialwarenhandlung (später Gemischtwarenhandlung) und eine Tankstelle betrieben.

## Architektur
Das Hauptgebäude, der heutige Gasthof Kaltenbrunn/Albergo Fontanefredde wird als Gastbetrieb genutzt. Dieser Gebäudekomplex an der Staatsstraße 48 ist seit 1996 im Denkmalregister eingetragen. Das dreigeschoßige neuklassizistische Haus hat neubarocke Fassadenmalereien, die heute aber übertüncht sind. In den beiden Obergeschossen befindet sich je ein großer Saal. Der alte Brauereikeller und Rossstall zeichnen sich durch mächtige Tonnengewölbe aus.